# Leptodactylus gracilis
Espèce
Synonymes
- Cystignathus gracilis Duméril & Bibron, 1840
- Leptodactylus gracilis delattini Müller, 1968

Statut de conservation UICN

 LC  : Préoccupation mineure
Leptodactylus gracilis est une espèce d'amphibiens de la famille des Leptodactylidae.

## Répartition
Cette espèce se rencontre entre 200 et 2 000 m d'altitude, :
- en Argentine dans les provinces de Buenos Aires, Catamarca, Corrientes, Córdoba, Chaco, Entre Ríos, Formosa, Jujuy, La Pampa, Misiones, Salta, Santa Fe, San Luis, Santiago del Estero et Tucumán ;
- en Bolivie dans les départements de Tarija et Chuquisaca ;
- au Paraguay ;
- en Uruguay ;
- au Brésil dans les États de São Paulo, Paraná, Santa Catarina et Rio Grande do Sul.

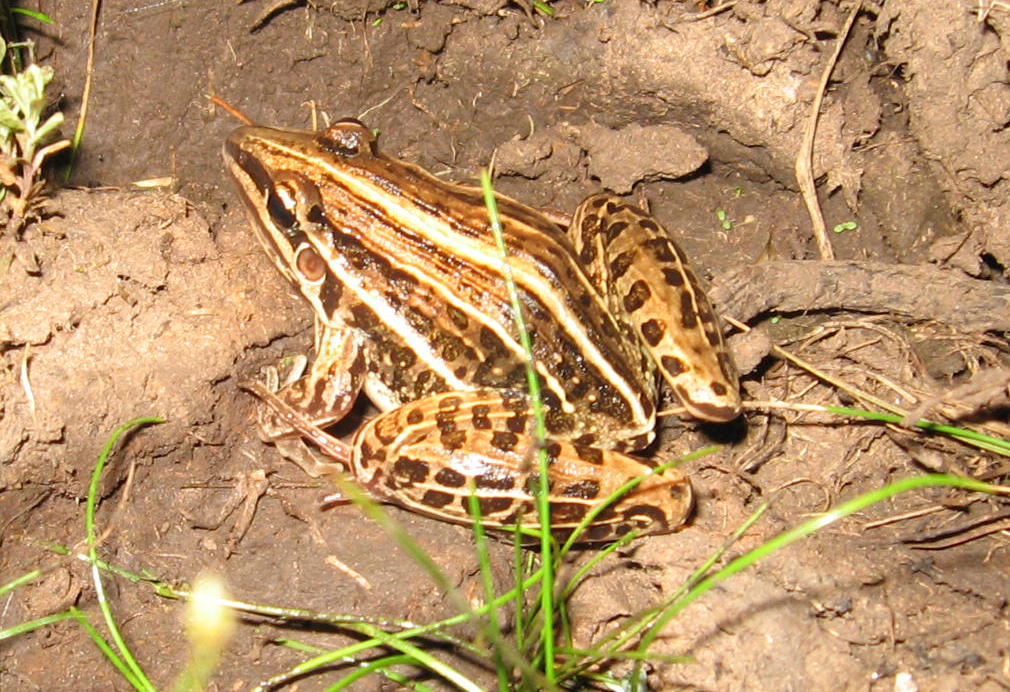
Leptodactylus gracilis

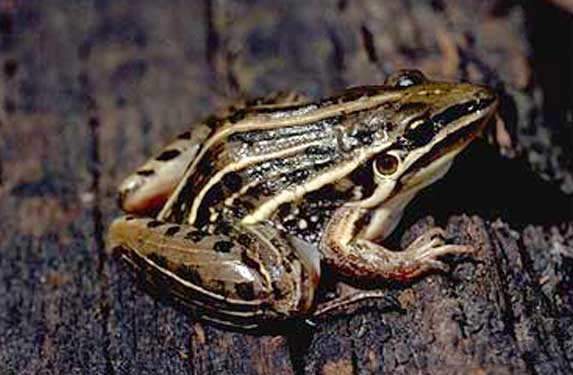
Leptodactylus gracilis

## Étymologie
Son nom d'espèce, du latin, gracilis, « mince », lui a été donné en référence à son aspect.

## Publication originale
- Duméril & Bibron, 1840 : Voyage dans l'Amérique méridionale : (le Brésil, la république orientale de l'Uruguay, la République argentine, la Patagonie, la république du Chili, la république de Bolivia, la république du Pérou), exécuté pendant les années 1826, 1827, 1828, 1829, 1830, 1831, 1832, et 1833. vol. 5 (texte intégral).